# Mon homme
Mon homme (internationaal: My Man) is een Franse langspeelfilm uit 1996 naar een scenario en in regie van Bertrand Blier met Anouk Grinberg en Gérard Lanvin in de hoofdrollen. De dramafilm was in 1997 genomineerd voor twee Césars.
Anouk Grinberg was genomineerd voor César voor beste actrice en Valeria Bruni Tedeschi voor Beste actrice in een bijrol. Anouk Grinberg won ook de Zilveren Beer voor beste actrice op het internationaal filmfestival van Berlijn.

## Verhaal
Marie Abarth, een onafhankelijke prostituee nodigt op een avond Jeannot, een dakloze uit om samen te eten, en nadien bij haar te blijven slapen. Door zijn viriliteit gecharmeerd en verliefd geworden, stelt ze hem voor haar pooier te worden.

## Rolverdeling
| Acteur                 | Personage             |
| ---------------------- | --------------------- |
| Anouk Grinberg         | Marie Abarth          |
| Gérard Lanvin          | Jeannot               |
| Valeria Bruni Tedeschi | Sanguine              |
| Olivier Martinez       | Jean-François         |
| Dominique Valadié      | Gilberte              |
| Mathieu Kassovitz      | Clement, eerste klant |
| Jacques François       | tweede klant          |
| Michel Galabru         | derde klant: Armoire  |
| Robert Hirsch          | M. Hervé              |
| Bernard Le Coq         | inspecteur Marvier    |
| Bernard Fresson        | personeelsdirecteur   |
| Jacques Gamblin        | vierde klant          |
| Jean-Pierre Darroussin | Gilbert's klant       |
| Ginette Garcin         | Woman In Shawl        |
| Dominique Lollia       | Mélissa               |
| Frédéric Pierrot       | politierechercheur    |
| Aurore Clément         | Woman of the World    |
| Jean-Pierre Léaud      | M. Claude             |